# Sifrhippus
Genre
Sifrhippus est un genre fossile d'équidés qui vivait en Amérique du Nord au cours de l'Éocène.

## Systématique
Le genre Sifrhippus a été créé en 2002 par le paléontologue américain David J. Froehlich (d) avec pour espèce type Sifrhippus sandrae.

## Liste d'espèces
Selon Paleobiology Database (2 août 2021) :
- † Sifrhippus grangeri Gingerich, 1989
- † Sifrhippus sandrae Gingerich, 1989 - espèce type

## Étymologie
Le nom du genre Sifrhippus est la combinaison de ṣĭfr, « le vide » ou zéro en arabe, et hippus dérivé du grec ancien ἵππος, híppos, « cheval », et se réfère à la période initiale du Wasatchian North American Stage, une période géologique nord-américaine s'étendant entre 55,4 Ma et 50,3 Ma et correspondant plus ou moins à l'Éocène inférieur.

## Publication originale
- (en) DAVID J. FROEHLICH, « Quo vadis eohippus? The systematics and taxonomy of the early Eocene equids (Perissodactyla) », Zoological Journal of the Linnean Society, Linnean Society of London et OUP, vol. 134, no 2,‎ février 2002, p. 141-256 (ISSN 1096-3642 et 0024-4082, OCLC 01799617, DOI 10.1046/J.1096-3642.2002.00005.X, lire en ligne).